# Pedro Solbes Mira
Pedro Solbes Mira   (el Pinós, 31 d'agost de 1942 - Madrid, 18 de març de 2023) fou un polític valencià del Partit Socialista Obrer Espanyol. Al llarg de dues etapes (del 1993 al 1996 i del 2004 al 2009) fou Vicepresident Segon i Ministre d'Economia i Hisenda del govern espanyol. També, entre els anys 1999 i 2004 fou Comissari Europeu d'Assumptes Econòmics i Monetaris durant la presidència de Romano Prodi.

## Biografia
Va néixer el 31 d'agost de 1942 a la població d'El Pinós, situada a la comarca del Vinalopó Mitjà. Després de realitzar el batxillerat a Alacant, va estudiar ciències polítiques a la Universitat Complutense de Madrid, universitat on també va doctorar. En aquest mateix centre de Madrid es llicencià en dret i posteriorment es diplomà en Economia Europea per la Universitat Lliure de Brussel·les.
Des de 1968 com a Tècnic Comercial de l'Estat ha ocupat diferents llocs en l'administració espanyola, sent un dels membres de la task force per a la negociació de l'adhesió d'Espanya a la Comunitat Econòmica Europea. A la fi de 1985 va ser nomenat Secretari d'Estat per a les Relacions amb la CEE.

## Activitat política
Membre del Partit Socialista Obrer Espanyol (PSOE) el 12 de març de 1991 va ser nomenat Ministre d'Agricultura, Pesca i Alimentació en la remodelació de la IV legislatura. Posteriorment entre 1993 i 1996 fou nomenat Ministre d'Economia i Hisenda, en la V legislatura. Com a tal va presidir el Consell Ecofin durant la Presidència espanyola de la Unió Europea al segon semestre de 1995.
A les eleccions generals de març de 1996 va ser escollit diputat per la circumscripció d'Alacant i durant el seu període al Congrés dels Diputats va presidir la Comissió Mixta del Parlament espanyol sobre la UE.

## Política europea
Al setembre de 1999 va ser nomenat membre de la Comissió Europea durant la presidència de Romano Prodi, a la qual va rebre la cartera d'Assumptes Econòmics i Monetaris. Durant aquest període fou l'artífex de la introducció de l'euro i el reforç de la coordinació de les polítiques econòmiques a la Unió Europea.
L'any 2004 abandonà la Comissió Europea per ser nomenat Vicepresident Segon i Ministre d'Economia i Hisenda del Govern de José Luis Rodríguez Zapatero de la VIII legislatura. Ocupà aquest càrrec fins al 7 d'abril de 2009, quan Rodríguez Zapatero va decidir substiui'l d'aquests dos càrrecs per tal d'afrontar la crisi econòmica que patia el país. Va ser reemplaçat per Elena Salgado.